# Eugène Fabry

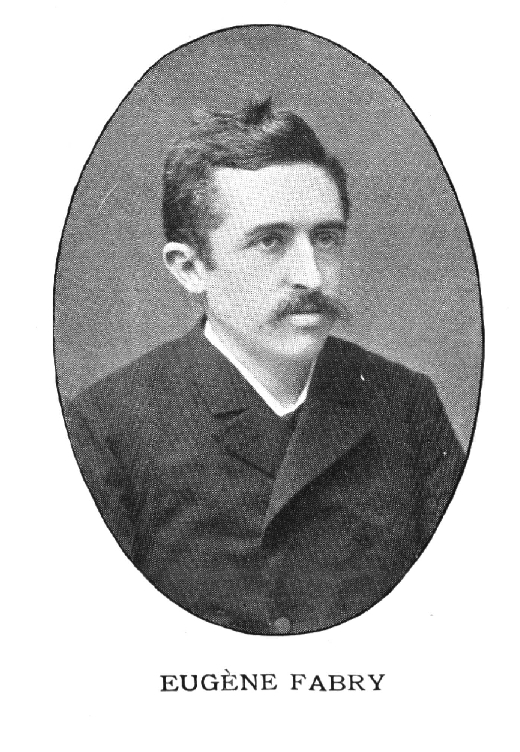

Eugène Fabry (* 16. Oktober 1856 in Marseille; † 6. Oktober 1944 in Mazargues) war ein französischer Mathematiker, der sich mit Analysis befasste.

## Leben
Fabry studierte in Marseille mit dem Bachelor-Abschluss 1873 und 1874 bis 1876 an der École polytechnique mit dem Abschluss als Ingenieur. 1878 erhielt er sein Lizenziat in Mathematik in Paris und arbeitete danach als Ingenieur. 1881 erhielt er sein Lizenziat in Physik in Marseille und unterrichtete Mathematik an Gymnasien in Tarbes (ab 1882), Carcassonne (1883) und Tours (1883). Im August 1885 wurde er in Mathematik promoviert und war ab 1884 Maitre de conférences an der Universität Rennes und ab 1886 in Nancy. Im selben Jahr wurde er Chargé de cours an der Universität Montpellier und 1890 wurde er dort Professor für Mechanik. Ab 1916 war er Prüfer für die Zulassung an der Ecole Polytechnique. Ab 1920 war er Professor für Analysis an der Universität Marseille.
Fabry war Mitarbeiter an der französischen Ausgabe der Enzyklopädie der mathematischen Wissenschaften. Er war ab 1891 Mitglied der Academie des Sciences von Montpellier. 1931 wurde er korrespondierendes Mitglied der Académie des sciences in Paris.
Eine auf Fabry zurückgehende Verallgemeinerung des Hadamardschen Lückensatzes ist als Fabryscher Lückensatz bekannt.
Sein Bruder Louis war Astronom am Observatorium in Paris, sein Bruder Auguste ein hoher Richter und sein Bruder Charles Physiker.

## Schriften
- L'art de construire les ballons en papier, C. Mendel, 1884
- Sur les intégrales des équations différentielles linéaires à coefficients rationnels, Gauthier-Villars, 1885
- Traité de mathématiques générales, Paris: A. Hermann, 1911
- Problèmes et exercices de mathématiques générales, A. Hermann, 1913
- Problèmes d'analyse mathématique, A. Hermann, 1913
- Nouveau traité de mathématiques générales, J. Hermann, 1925